# Bloomington (Idaho)
Pour les articles homonymes, voir Bloomington.
Bloomington est une ville située dans le comté de Bear Lake, dans l'État de l'Idaho aux États-Unis.

## Démographie
| 1910 | 1920 | 1930 | 1940 | 1950 | 1960 |
| ---- | ---- | ---- | ---- | ---- | ---- |
| 539  | 475  | 393  | 418  | 302  | 254  |

| 1970 | 1980 | 1990 | 2000 | 2010 | - |
| ---- | ---- | ---- | ---- | ---- | - |
| 186  | 212  | 197  | 251  | 206  | - |

Lors du recensement de 2010, sa population s'élevait à 206 habitants.